# Nektosom
Nektosom – część ciała występująca u kolonijnych stułbiopławów z rzędu rurkopławów.
Nektosom stanowi odcinek hydrosomu (osiowego pnia kormusu) na którym osadzone są nektofory i u rurkopławów ich pozbawionych (np. większości przedstawicieli podrzędu Cystonectina) nie wyróżnia się go. W ontogenezie powstaje z części najstarszego, macierzystego hydropolipu. Nektofory opierać się mogą na pniu nektosomy za pomocą „bloczków oporowych” (ang. thrust blocks) oraz owijać wokół niego i zazębiać ze sobą przy użyciu skrzydełek wierzchołkowych (ang. apical wings) lub wyrostków wierzchołkowo-bocznych.
Stadia poligastryczne rurkopławów mają różną liczbę nektoforów (od jednego do ponad piętnastu), w związku z czym różnią się długością nektosomu. Krótkie nektosomy mają np. przedstawiciele podrzędu Calycophorina, u których to zwykle występuje jeden lub dwa nektofory.